# Historia del Club Atlético Sarmiento (Junín)

## Orígenes
Por el año 1909 había en Junín varios clubes barriales, conjugando el fervor futbolístico desatado en el país. 
En uno de ellos, llamado 17 de Mayo, jugaban Sebastián Pincetti, Oscar Bazzano entre otros. 
En el restante, denominado Belgrano, también conocido por el club de los Behety, se lucían Juan Behety, Juan Martínez, Pedro De Benedetto, A. Giménez, O. Ugarte, Dionisio Maldes, A. Amadei,  Wellington y Dávila Luque. 
El equipo de 17 de Mayo se entrenaba en la quinta de Juan Ángel, mientras que el elenco de Belgrano lo hacía en la quinta de Díaz.
En 1910, año del Centenario, los dos clubes optaron por fusionarse, con el firme objeto de darle batalla deportiva a los ingleses, jugadores que provenían de la actividad ferroviaria. La entidad tomó el nombre de Argentino.

## Nacimiento
Una vida efímera tuvo Argentino, ya que al año siguiente ese mismo grupo se decidió a fundar un club  con  todas las de la ley, según señala la historia. Esa misma historia, de la que no se tiene documentación fehaciente, pero sí certeza absoluta, dice que fueron ocho muchachos los que encabezaron el sueño de la entidad: Horacio Metetiere, Luis Bernardino Negreti, José Buono, Juan Behety, Sebastián Pincetti, Angel  Pérez,  Orlando Amelio y José De Césari. ¿La fecha de la célebre reunión? El 11 de abril de 1911.

## Elección del nombre
Posteriormente, se realizó otra charla entre estos amigos, ahora con un objetivo trascendental: ponerle nombre a la ilusión, a la esperanza,
a las ganas de tener ese club con todas las de la ley. Angel Pérez propuso denominarlo Domingo Faustino Sarmiento, como homenaje al gran maestro sanjuanino y, en especial, por su pasada vinculación con Junín. Tras pensamientos coincidentes de los presentes, se optó por llamarlo Sarmiento Football Club. 
El club comenzó con unos 40 o 50 futbolistas (en rigor, socios fundadores), que la investigación histórica no nombra concretamente. Entre ellos, apenas se inscriben estos nombres :   Leonidas Seabeaga, Alfredo Lavorel, Hilario Magallanes, Miguel Bannon, Simón Behety y Pedro De
Benedetto.

## Lugar emblemático
La reunión donde se originó el nacimiento de Sarmiento se realizó en la vieja casa paterna de Juan Behety, un crack por excelencia, propiedad de sus padres: los esposos Simón Behety y María Barcelona de Behety. La residencia estaba ubicada en Winter y Juan B. Alberdi (ex Córdoba).
Así es como la casona de los Behety se transformó, con el correr de los años, en el bastión donde se asentó el  nacimiento del glorioso Sarmiento

## Primer partido
En el mismo mes de su nacimiento, la entidad verde disputó su primer encuentro futbolístico. Se presentó en Rojas, cayendo frente al equipo local por 5 a 4. Allí comenzó la historia deportiva del club.

## Debut en torneos
Sarmiento también tuvo su primera incursión en un campeonato por equipos, que se llamó Trofeo Monterrey, ganado por el Club Atlético Buenos Aires al Pacífico.

## Primer trofeo
Tal como había ocurrido un año antes, Sarmiento volvió a participar en un campeonato junto con los mismos invitados de 1911. Es decir, B.A.P. (con dos conjuntos), Club Junín (por entonces Gimnasia y Esgrima). En la presente ocasión, estuvo en disputa la copa que se llamó Bromuro, en virtud de la gentil donación que ent regó Pedro Casserley, un deportista íntegro de esa época, que estuvo al lado de las grandes manifestaciones del deporte con su innata caballerosidad.

### Definición del torneo
El torneo resultó muy disputado.  B.A.P., que era el candidato a raíz de su victoria
del año anterior, cayó ante Sarmiento con sus dos equipos: 2 a 0 y 3 a 1. Tras otros encuentros, quedaron para definir el certamen los conjuntos de Sarmiento y uno de B.A.P.. El elenco verde, en formidable actuación, goleó al cuadro ferroviario por 3 a 0, con goles de Juan Behety, Sebastián Pincetti y Wanza. 
Con respecto a Wanza, es interesante apuntar que luego sería ampliamente conocido como linesman oficial durante prolongadas temporadas y figura destacada de la historia de Sarmiento.

### Protagonistas
Estos fueron los hombres que conquistaron el trofeo: Alfredo Lavorel, Vicente Martignoni, Leonidas Seabeaga, Hilario Magallanes, Pedro De Benedetto, L. Lacurti, Juan Martínez, P. Lucero, Domingo Gerosa, Simón Behety y Sebastián Pincetti.
1. ↑  «Cien años de fidelidad, pasión y sentimiento». LaVerdadOnline.com.ar. 2012. Consultado el 5 de enero de 2012.

- Datos: Q5899981